# Omogeneizzazione
In ambito tecnologico, l'omogeneizzazione consiste in un'operazione unitaria mediante la quale una miscela eterogenea viene resa omogenea.
Una miscela è detta "chimicamente omogenea" quando la miscela presenta uguale composizione in ogni punto dello spazio, mentre è detta "chimicamente eterogenea" se presenta un gradiente di concentrazione tra le varie parti che la compongono. L'operazione di omogeneizzazione è sostanzialmente un caso particolare dell'operazione di miscelazione. In particolare si tratta della miscelazione di fasi tra loro insolubili (a cui talvolta sono stati aggiunti agenti tensioattivi) al fine di ottenere una sospensione o un'emulsione.

## L'omogeneizzatore

Schema di una valvola omogeneizzatrice: il prodotto grezzo, spinto da una pompa discontinua, è costretto a brusche variazioni di energia, da potenziale (alta pressione, bassa velocità) a cinetica (bassa pressione, alta velocità).

Oggi il termine omogeneizzatore è usato spesso per indicare genericamente attrezzature atte a disperdere o emulsionare secondo varie tecniche: miscelatori a lame rotanti, sonde a ultrasuoni, mulini colloidali, addirittura frullatori e mortai. Ma la definizione più corretta si rifà ad una macchina composta da due elementi fondamentali: un dispositivo pompante positivo ed una valvola omogeneizzatrice che crea un angusto passaggio attraverso il quale il prodotto è costretto a scorrere per uscire.
L'omogeneizzatore che, pur con i molti cambiamenti apportati negli anni, ha conservato gli stessi elementi fondamentali che aveva alla sua nascita, fu inventato e brevettato alla fine del 1800 da Gaulin per la lavorazione del latte e la produzione di burro e, come tale, presentato all'Esposizione Mondiale di Parigi del 1900. La letteratura tecnica sull'argomento attribuisce a Gaulin la titolarità dei termini omogeneizzare ed omogeneizzazione.

## Applicazioni in ambito alimentare
L'industria dei derivati del latte è la maggiore utilizzatrice di omogeneizzatori, ma questi sono ora utilizzati per molti altri prodotti alimentari, come emulsioni di aromi, nettari di frutta, tuorlo d'uovo, sughi e salse di pomodoro, formulazioni per la prima infanzia definite appunto omogeneizzati (di carne, di pesce, di frutta). Il prodotto omogeneizzato, in virtù delle sue caratteristiche strutturali, è anche un ottimo intermedio destinato a trattamenti di disidratazione come la liofilizzazione e l'essiccazione spray.

### Latte omogeneizzato
L'omogeneizzazione viene sfruttata in ambito alimentare nel processo di lavorazione del latte. L'omogeneizzazione del latte ha lo scopo di prevenire o ritardare la naturale separazione delle sostanze che compongono il latte. Infatti i grassi presenti nel latte in genere si accumulano verso la parte alta dell'emulsione, mentre l'acqua tende ad accumularsi verso il basso.
Sottoponendo il latte a forti e repentine cadute di pressione, durante l'operazione di omogeneizzazione le particelle di grasso si frammentano in piccolissime goccioline, e aumenta la loro stabilità in emulsione con l'acqua.
All'inizio il successo dell'omogeneizzazione del latte fu molto limitato, soprattutto a causa delle lacune tecnologiche nella pastorizzazione del latte. Solo dopo circa 25 anni il prodotto ottenne il giusto riconoscimento anche commerciale dopo che si migliorò l'aspetto igienico-sanitario del disegno della macchina; nel frattempo comunque si continuarono a vendere omogeneizzatori per la lavorazione del gelato e del latte concentrato.
Alcuni dei requisiti del latte omogeneizzato che favorì il successo di tale tecnologia furono la riduzione della tendenza alla coagulazione, ottenendo così un prodotto più digeribile soprattutto dagli infanti, e un'uniforme distribuzione del grasso in tutto il prodotto, con un conseguente miglioramento delle caratteristiche organolettiche (aspetto e palatabilità).

### Omogeneizzato per bambini

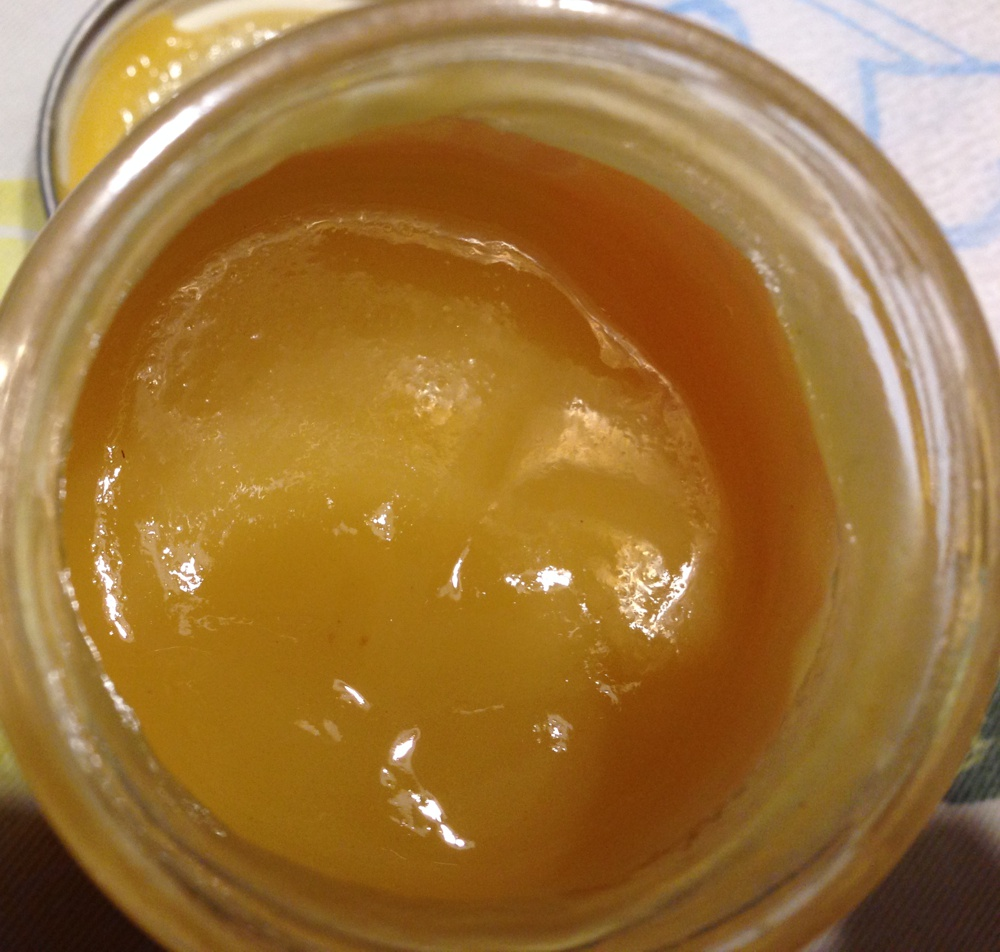
Omogeneizzato di frutta

L'omogeneizzato è un alimento per neonati o bambini al di sotto dei tre anni d'età costituito da frutta, verdura, pesce, carne, ecc., che offre il nutrimento necessario al bambino.
Il termine "omogeneizzato" è tradotto in francese "mouliné" o in tedesco "püriert", ovvero tritato, macinato o passato. Infatti un omogeneizzato è un passato tritato finemente come una purea, ovvero reso omogeneo industrialmente mediante procedimenti di omogeneizzazione meccanici e chimici; questa frammentazione aumenta la superficie esposta agli enzimi digestivi, favorendo una digestione più veloce. L'omogeneizzazione per prima volta fu introdotta in America nel 1930 circa al fine di realizzare omogeneizzati adatti a patologie digestive; negli anni '60 sono diventati di uso abituale nello svezzamento dei bambini.
Generalmente un omogeneizzato di carne contiene l'acqua di cottura della carne, circa il 40% di carne cotta a vapore, olio ad esempio quello di girasole e sale. Uno alla frutta contiene quantità variabili di frutta ed altri ingredienti. L'origine delle materie prime come la carne o la frutta può essere mista.
Gli omogeneizzati differiscono dai liofilizzati i quali vengono sottoposti a liofilizzazione e disidratazione.

## Teorie della omogeneizzazione
L'omogeneizzatore è nato per una geniale intuizione, non è frutto di una teoria. Molti ricercatori si sono affannati nell'interpretare il fenomeno, spesso ostacolati dall'essersi concentrati sul trattamento del latte e quindi soltanto sulle emulsioni. Chi ha puntato su meccanismi di taglio, o di impatto, o di trafilamento, o di accelerazione-decelerazione, o ancora di vibrazione della valvola omogeneizzatrice, è stato prima o poi smentito.
I meccanismi che hanno maggiore credibilità nello spiegare gli effetti dell'omogeneizzazione sono due, anche se non tutto è definitivamente chiarito poiché vi sono fenomeni fluido-dinamici che appartengono ad entrambi: la turbolenza (intensi vortici creati nel liquido al momento della conversione di energia con produzione di significativi gradienti di velocità locale in grado di frammentare le particelle), e la cavitazione (bolle cave generate dalla caduta di pressione e conseguenti onde d'urto allorché le bolle implodono).

## Omogeneizzazione cellulare
Per omogenizzazione cellulare (o omogeneizzazione dei tessuti) si intende una serie di metodiche attraverso cui, primariamente, rompere le membrane cellulari (questo primo passaggio è detto lisi cellulare), così da liberarne il contenuto (come proteine, DNA o RNA, organelli, ecc.) e permetterne il galleggiamento in una soluzione tampone, e infine rendere omogenea la miscela eterogenea appena ottenuta. Tali metodiche possono essere applicate ai materiali più disparati: piante, cibi, tessuti, e così via. L'omogeneizzazione cellulare è ottenibile attraverso metodiche molto diverse tra loro, classificabili sulla base di fattori come il tipo di azioni applicata, l'energia necessaria a compiere l'omogeneizzazione, ecc.
Classificazione delle metodiche di omogeneizzazione cellulare sulla base del tipo di azione applicata:
- azioni meccaniche come quelle con mortaio e pestello, con omogeneizzatori del tipo Potter-Elvehjem (composti da una provetta in vetro borosilicato dentro la quale si muove un'asta in acciaio con un pistone), con frullatori, con mulini a biglie (detti anche bead milling, macinano tramite piccole sfere di ceramica o di metallo), con macchine rotore-statore, ecc.;
- azioni fisiche come quelle con cicli alternati di congelamento e scongelamento, con trattamento ultrasonico o sonico, con omogeneizzatori ad alta pressione (come la pressa di French), ecc.;
- azioni chimiche come quelle con l'osmosi, la digestione enzimatica, ecc.

Classificazione delle metodiche di omogeneizzazione cellulare sulla base della quantità di energia necessaria:
- metodi blandi (lisi per osmosi, digestione enzimatica, solubilizzazione chimica, omogenizzatori del tipo Potter-Elvehjem, ecc.);
- metodi moderati (omogenizzatori a lama, mortaio e pestello, ecc.);
- metodi vigorosi (pressa di French, sonicazione, macinazione con microsfere, ecc.).

Tutte queste metodiche sono contraddistinte da risultati più o meno raffinati (le sfere del bead milling, ad esempio, rischiano una contaminazione del campione), dall'applicazione di più o meno forza (metodi blandi, moderati o vigorosi), e vantaggi e svantaggi peculiari (i metodi ad alta energia, ad esempio, possono provocare un aumento di temperatura); questi fattori, unitamente alla considerazione della fonte del tessuto, della sua resistenza e di ciò che si desidera ottenere, determinano la scelta di una metodica piuttosto che di un'altra a seconda.